# Becky Cloonan
Becky Cloonan   (Pisa, 23 de juny de 1980) és una autora de còmic estatunidenca, coneguda pels seus còmics de manga. És creadora de sèries limitades i fou part de l'equip de l'antologia d'historietes Methaus abans de col·laborar amb Brian Wood el 2003 al llibre Channel Zero: Jennie One. Des d'aleshores, va començar a produir més obres, la més coneguda és una sèrie de 12 volums amb el títol Demo, del 2004, també en col·laboració amb Wood.